# Lasioglossum emirnense
Lasioglossum emirnense là một loài Hymenoptera trong họ Halictidae. Loài này được Benoist mô tả khoa học năm 1955.